# 愛媛県立川之石高等学校
愛媛県立川之石高等学校（えひめけんりつかわのいしこうとうがっこう）は愛媛県八幡浜市に所在する公立の高等学校。八幡浜市内では「川高(カワコー)」の愛称で知られる。

## 設置学科
- 総合学科
  - 人文国際系列
  - 自然科学系列
  - 生物生産系列
  - スポーツ科学系列
  - 情報ビジネス系列
  - 福祉サービス系列

## 沿革

### 伊方農業学校
- 1914年 - 実業家の佐々木長治（同名の佐々木長治の父）により私立実践農業学校として創立。
- 1919年 - 女子部併置。
- 1944年 - 愛媛県伊方農業学校と改称。

### 川之石高等女学校
- 1927年 - 町立川之石女子実践学校設置。
- 1935年 - 公立青年学校川之石実践女学校と改称。
- 1940年 - 愛媛県川之石高等実科女学校と改称。
- 1942年 - 愛媛県立川之石高等実科女学校と改称。
- 1943年 - 愛媛県立川之石高等女学校と改称。

### 川之石高等学校
- 1948年 - 川之石高等女学校を愛媛県立川之石高等学校に改編。伊方農業学校を併合。定時制併設。
- 1957年 - 園芸科設置。農業科募集停止。
- 1985年 - 定時制募集停止。
- 1992年 - 園芸科学科設置。園芸科募集停止。
- 1996年 - 総合学科設置。普通科、園芸科学科募集停止。

## 出身者
- 井上智映子 - ソプラノ歌手
- 大本則夫 - プロ野球選手
- 坪内稔典 - 俳人
- 山下和彦 - 伊方町長